# Liste der Bischöfe von Doncaster
Die Liste der Bischöfe von Doncaster stellt die bischöflichen Titelträger der Church of England, der Diözese von Sheffield, in der Province of York dar. Der Titel wurde nach der Mittelstadt Doncaster benannt.
| Liste der Bischöfe von Doncaster | Liste der Bischöfe von Doncaster | Liste der Bischöfe von Doncaster | Liste der Bischöfe von Doncaster |
| Von                              | Bis                              | Name                             | Anmerkungen                      |
| -------------------------------- | -------------------------------- | -------------------------------- | -------------------------------- |
| 1972                             | 1975                             | Hetley Price                     | danach Bischof von Ripon         |
| 1976                             | 1982                             | Stewart Cross                    | danach Bischof von Blackburn     |
| 1982                             | 1992                             | William Persson                  |                                  |
| 1993                             | 1999                             | Michael Gear                     |                                  |
| 2000                             | 2011                             | Cyril Ashton                     |                                  |
| 2012                             | 2019                             | Peter Burrows                    |                                  |
| 2020                             | 2025                             | Sophie Jelley                    | danach Bischof von Coventry      |